# Agapetes graciliflora
Agapetes graciliflora är en ljungväxtart som beskrevs av Rhui Cheng Fang. Agapetes graciliflora ingår i släktet Agapetes och familjen ljungväxter. Inga underarter finns listade i Catalogue of Life.